# Epic (livro)
Epic é um romance jovem de aventura, escrito por Conor Kostick, publicado em 2004 na Irlanda (Traduzido para português em 2006).
Este romance de ficção científica (há quem o aponte como o fundador de um novo género literário: a “ciber-ficção”) decorre num futuro distante, num planeta chamado Nova Terra, onde toda a vida gira em torno de um colossal jogo de computador – o Epic.

## Sinopse
Todos os cidadãos, crianças ou adultos, jogam Epic, até porque este, mais do que um jogo. Este jogo foi transformado numa forma de vida – a única que garante a sobrevivência, e o estado social. Na verdade, a riqueza, as oportunidades e o futuro de cada um dependem do seu sucesso no Epic.
É neste mundo que surge Erik, um rapaz pobre que vive com a sua família e amigos numa pequena aldeia esquecida. Depois de ter sido “morto” várias vezes no jogo – e de com isso ter colocado em perigo iminente toda a família –, Erik resolve desafiar o sistema. E como, no seu mundo, desafiar o sistema significa combatê-lo através de um jogo de computador, é justamente isso que Erik faz.
Contra todas as convenções, Erik cria uma personagem virtual feminina e, ocultando dessa forma a sua verdadeira identidade, lança-se em arriscadas batalhas no Epic. O seu gradual sucesso no jogo irá acabar por levá-lo a defrontar o poderoso Comité, formado pelos derradeiros mestres do Epic e senhores do planeta. Porém, o que Erik não sabe é que este Comité guarda um segredo sinistro e mortal, e desafiá-lo pode levar à destruição do próprio mundo do Epic.
Um livro repleto de acção e suspense - que combina jogo, política, filosofia e estratégia, e que vai, por isso, muito para além de um romance sobre um jogo de computador.